# 熊本市立楡木小学校
熊本市立楡木小学校（くまもとしりつ にれのきしょうがっこう）は、熊本県熊本市北区楡木三丁目にある公立小学校。

## 沿革
- 1986年（昭和61年） - 熊本市立楠小学校より分離し開校

## 委員会
計画・集会委員会
生活・安全委員会
放送委員会
体育委員会
給食委員会
保健委員会
掲示委員会
図書委員会

## クラブ活動

### 運動部
- 野球部
- サッカー部
- ミニバスケット部
- バドミントン部

### 文化部
- 音楽部